# A Bolha
A Bolha foi uma banda de rock brasileira formada em 1965 no Rio de Janeiro, com o nome The Bubbles. Participou ativamente do circuito de bailes, programas de rádio e de tv que existia na capital carioca naquela época. No início tocavam apenas covers ou versões de canções e bandas de sucesso da Europa e dos Estados Unidos, mas, no início dos anos 70, passaram a compor canções próprias e chegaram a gravar dois álbuns, em 1973 e 1977. Encerraram as atividades em 1978, mas voltaram a ativa em 2004, chegando a gravar um novo álbum, para então pararem novamente.
Tocaram como banda de apoio para Gal Costa, Leno, Márcio Greyck, Raul Seixas e Erasmo Carlos. Seus integrantes deram origem ou integraram várias bandas que fariam sucesso na década de 1970 e na década seguinte como Bixo da Seda, Herva Doce, A Cor do Som, Roupa Nova e Hanói-Hanói.

## Histórico

### Jovem Guarda
Criada em 1965 pelos irmãos César e Renato Ladeira, filhos da atriz Renata Fronzi e do radialista César Ladeira, que tocavam guitarra solo e ritmo, respectivamente, juntamente com Ricardo no baixo e Ricardo Reis na bateria. A participação de Ricardo no baixo durou apenas algumas semanas devido a diferenças de visão sobre a banda. Lincoln Bittencourt foi recrutado para o baixo e, com essa formação, são convidados pela gravadora Musidisc a registrar um compacto simples com duas versões de músicas de sucesso: Não Vou Cortar o Cabelo, versão de "Break It All" da banda uruguaia Los Shakers, no lado A e Por Que Sou Tão Feio, versão do hit "Get Off Of My Cloud" dos Rolling Stones, no lado B. O convite se deu nos bastidores da gravação de um programa de tv e o compacto que se seguiu não fez muito sucesso devido a falta de divulgação por parte da gravadora e da banda.
Em 1968, são convidados por seu amigo Márcio Greyck para serem a banda de apoio na gravação de um álbum. O álbum é lançado em agosto de 1968 e abre portas para a banda, gerando o interesse da PolyGram em lançar um compacto com versões de duas canções dos Beatles extraídas do álbum branco, Ob-La-Di, Ob-La-Da e Honey Pie. Esse compacto, assim como outros gravados entre 1966 e 1969 para as gravadoras Musidisc e PolyGram, não foi lançado na época, vindo a luz apenas em 2010 através de uma coletânea lançada no mercado europeu pela Groovie Records.
Ainda em 1968, César decide deixar a banda para se dedicar aos estudos, abandonando a carreira artística. Também Lincoln e, posteriormente, Ricardo deixariam a banda. Para o lugar deles, entram na banda Pedro Lima na guitarra solo, Arnaldo Brandão no baixo e Johnny na bateria. Com essa formação, o som da banda fica mais pesado, passeando por Cream, Jimi Hendrix, Led Zeppelin, Grand Funk Railroad e Black Sabbath mas, ainda assim, continuam como uma das grandes sensações do circuito de bailes de fim de semana carioca, chegando a tocar para mais de cinco mil pessoas.
César Ladeira, que havia deixado a banda em 1968, passou a estudar cinema e trabalhar junto com o avô, o diretor Adhemar Gonzaga, como assistente de direção. César, então, chama o The Bubbles para tocar no filme Salário Mínimo, de 1970. A banda participa com a canção de abertura do filme, dublando outra em uma cena e, ainda, com uma canção que toca numa boate em outra cena, todas de autoria do guitarrista Pedro Lima. Em 1970 ainda ocorreria mais uma mudança de formação: Johnny sai e dá lugar a Gustavo Schroeter na bateria.

### Mudança de rumos
Em 1970, foram convidados por Jards Macalé para acompanhar Gal Costa em um show que ela iria fazer na boate Sucata. O show tinha cenário de Hélio Oiticica, contava com a participação de um naipe de metais e de grandes músicos, como: Naná Vasconcelos, Márcio Montarroyos, Íon Muniz e Zé Carlos. A recepção de público e crítica para a banda foi excelente, sendo classificada, anos depois, como "inesperada" por Renato Ladeira.
Este sucesso renderia um convite para que Pedro, Arnaldo e Gustavo acompanhassem Gal em apresentações ao vivo e aparições na tv em Portugal, como o programa de Raúl Solnado gravado no teatro Monumental de Lisboa. Depois do programa, os três acompanharam Gal Costa até Londres para visitar Caetano Velloso e Gilberto Gil que estavam exilados e morando na capital inglesa. Ficaram uns dias na casa de um brasileiro que conheceram por lá, até se encontrarem todos de novo para participar do Festival da Ilha de Wight. Foram todos para assistir aos shows, mas, no acampamento do local, faziam jams acústicas que chamavam a atenção de todos a volta. Gustavo gravava tudo com um gravador de bolso e, um dia, Pedro pegou as fitas e mostrou para o pessoal da organização do festival. Todos foram convidados para tocar em um dos palcos alternativos ao principal, de forma acústica mesmo. Assistiram a The Who, The Doors, Sly and the Family Stone, Ten Years After (grupo de Alvin Lee), Chicago, Jethro Tull e Jimi Hendrix. Ainda passariam por Paris alguns dias depois e veriam Rolling Stones e Eric Clapton.
Após essa experiência na Europa, os três voltam para o Brasil e contam para Renato a decisão de seguir outro caminho, fazer música própria, em português, e parar de fazer covers e versões já que, segundo Gustavo, "não dava para fazer igual" a esses caras. Passam a compor e ensaiar um novo repertório, próprio, e mudam o nome para A Bolha. Emblemático foi um show que fizeram logo que voltaram do festival (no ginásio do clube Tamoios em Niterói ou no Clube Mauá em São Gonçalo), no qual tocaram apenas o repertório próprio e o público foi saindo no decorrer do show. A partir desse evento decidem fazer uma mudança mais paulatina, inserindo músicas próprias no repertório antigo.
O primeiro grande teste para o novo repertório foi a participação da banda no Festival de Verão de Guarapari, em fevereiro de 1971. A apresentação deles, assim como todo o festival, foi recheada de problemas. A mesa de som foi instalada atrás do palco, houve problemas com o governo militar da época e a banda experenciou problemas com os técnicos de som que desligavam o som toda vez que Renato Ladeira girava o microfone imitando o Roger Daltrey do Who.
Com a fama adquirida no show com Gal Costa e também no festival, são chamados por um produtor da CBS para tocar no novo LP de Leno. Este produtor era ninguém menos do que Raul Seixas que trabalhava na gravadora nesta época. Eles foram a banda da gravação do álbum Vida e Obra de Johnny McCartney, que teve várias faixas censuradas pelo governo militar, acabando sendo lançado na época apenas um compacto duplo com 4 faixas. Apenas em 1995, Leno lançou o álbum como fora previsto na época.
Ainda em 1971, participam do VI Festival Internacional da Canção defendendo a música 18:30 de Eduardo Souto Neto e Geraldo Carneiro. Como era comum na época, era lançado um compacto com as músicas concorrentes no festival e a banda aproveitou e incluiu Sem Nada no lado A e ainda Os Hemadecons Cantavam em Coro Chôôôô no lado B. O compacto foi lançado pela gravadora Top Tape. Também participaram da gravação do compacto duplo de Gal Costa, Gal, em duas músicas: Zoilógico e Vapor Barato.

### Gravações dos álbuns próprios e término
Após quase um ano sem tocar em lugar nenhum, em 1973 lançam seu primeiro álbum, Um Passo à Frente, pela gravadora Continental. O álbum traz músicas com um toque mais progressivo, chegando algumas a ter dez minutos de duração. O álbum não foi bem recebido pelo público, tendo vendagem pequena.
No ano seguinte, participam da gravação do primeiro compacto duplo de Raul Seixas com Não Pare na Pista, Trem das Sete, Como Vovó já Dizia e Se o Rádio Não Toca, tocando em Não Pare na Pista e Como Vovó já Dizia. Como as coisas esfriaram e ficaram meio fracas, Gustavo Schroeter foi para o Veludo e Arnaldo Brandão saiu da banda. Entram Serginho Herval, na bateria, e Roberto Ly, no baixo. Com esta formação, participam do festival Banana Progressiva, em 1975. Ainda em 1975, Renato Ladeira deixa a banda para tocar no Bixo da Seda e para o seu lugar é escolhido Marcelo Sussekind.
Em 1977 gravam o seu segundo disco, É Proibido Fumar cujo som marca uma volta ao rock clássico e ao hard rock, mais próximo do som da Jovem Guarda. Renato Ladeira participaria do disco apenas como compositor. A seguir realizam uma turnê abrindo para Erasmo Carlos sendo que, na sequência, tocavam como banda de apoio do artista. Esta turnê contou com a volta de Renato Ladeira nos teclados, tornando a banda um quinteto. Durante a turnê a banda grava o álbum novo de Erasmo, Pelas Esquinas de Ipanema, que sairia em julho de 1978. Logo após o fim da turnê, a banda encerra as suas atividades.
Vários componentes de A Bolha tocaram com músicos famosos da MPB, como Caetano Veloso e Raul Seixas. Além disso outros grupos surgiram a partir da desfragmentação, como A Cor do Som, Herva Doce, Outra Banda da Terra (que acompanhou Caetano Veloso), Roupa Nova e Hanói-Hanói, entre outros.

### Lançamentos nos anos 2000
Em 2004, o diretor José Emílio Rondeau convidou Renato Ladeira para ser diretor artístico do seu novo filme, 1972. Renato mostrou algumas músicas que haviam sido censuradas no início dos anos 70 e o diretor se interessou, então ele chamou seus velhos companheiros de banda para gravarem aquelas músicas para o filme. Da reunião acabou surgindo a vontade de gravar um novo disco com aquele material e mais alguns covers, gerando o álbum É Só Curtir, de 2006, pela gravadora Som Livre. Apesar do lançamento do disco, a banda não chegou a sair em turnê.
Em 2010, saiu uma coletânea com todos os singles da banda no mercado europeu, tanto os dois lançados como outros que apenas foram gravados, The Bubbles - Raw and Unreleased, pela Groovie Records.

### Última formação
- Pedro Lima: guitarra
- Renato Ladeira: guitarra e teclados.
- Arnaldo Brandão: baixo.
- Gustavo Schroeter: bateria.

## Discografia

### Estúdio
- 1973 - Um Passo à Frente
- 1977 - É Proibido Fumar
- 2006 - É Só Curtir

### Compactos
- 1966 - Não Vou Cortar o Cabelo ("Break It All") - Por que Sou Tão Feio ("Get Off of My Cloud")
- 1971 - Sem Nada e 18:30 - Os Hemadecons Cantavam em Coro Chôôôô

### Coletâneas
- 2010 - The Bubbles - Raw and Unreleased

### Trilhas sonoras
- 1970 - Salário Mínimo com Get Out of My Land, The Space Flying Horse and Me e Flying on My Rainbow.
- 2006 - 1972 com É Só Curtir e Sem Nada.
- 2007 - Amor e Intrigas com Você Me Acende (You Turn Me On) (com Erasmo Carlos)

### Participações
- 1968 - Márcio Greyck, álbum do cantor Márcio Greyck
- 1970 - Leno, compacto duplo do cantor Leno
- 1971 - Gal, compacto duplo da cantora Gal Costa
- 1974 - Não Pare na Pista, compacto duplo do cantor Raul Seixas
- 1978 - Pelas Esquinas de Ipanema, álbum do cantor Erasmo Carlos
- 1995 - Vida e Obra de Johnny McCartney, álbum do cantor Leno